# علم إسواتيني

العلم الملكي لسوازيلند

أعتمد علم سوازيلند في 30 تشرين الاول - أكتوبر من سنة 1967.

## معنى العلم
- الأزرق يرمز إلى السلام والاستقرار.
- الأصفر يرمز إلى الثروات المعدنية للبلاد.
- الأحمر يرمز إلى المعارك الماضية للبلاد.
- درع نغوني والرمحين يرمزان إلى ضرورة الدفاع عن سوازيلند من الأعداء.
- اللونين الأبيض والأسود يرمزان إلى التعايش السلمي بين البيض والسود في سوازيلند.